# Nya Zeeland
Nya Zeeland (maori: Aotearoa; engelska: New Zealand) är en östat i sydvästra Stilla havet som består av två huvudsakliga landmassor, Nordön och Sydön, samt cirka 600 mindre öar. Öarna är rester av den förhistoriska kontinenten Zeelandia och den varierade topografin präglas av både landhöjning och vulkanism. Landet täcker en landyta av 268 000 kvadratkilometer och är beläget cirka 200 mil sydöst om Australien – öster om Tasmanhavet – och 100 mil söder om Nya Kaledonien, Fiji och Tonga.
Den avlägsna ögruppen befolkades först runt år 1300 av polynesier som utvecklade en särpräglad maorikultur. Nya Zeeland blev känt för européerna först när holländaren Abel Tasman för Nederländska ostindiska kompaniets räkning passerade öarnas västkust 1642. Holländska myndigheter gav landet dess namn efter provinsen Zeeland i Nederländerna. År 1840 blev området en del av Brittiska imperiet. Landet är sedan 1947 självständigt, men har behållit Storbritanniens monark som sitt statsöverhuvud.
Numera är de flesta av landets fem miljoner invånare av europeisk härkomst, men både engelska och maori är officiella språk. Nya Zeeland är ett välmående land med en långt utvecklad demokrati. Redan 1893 infördes rösträtt för kvinnor och på senare år har flera premiärministrar, ledande domare och talmän i parlamentet varit kvinnor.
Nya Zeeland är indelat i 16 regioner och 67 distrikt. De mindre territorierna Tokelau, Cooköarna och Niue är associerade med Nya Zeeland. Nya Zeeland har dessutom via Ross Dependency landanspråk på delar av Antarktis.

## Historia

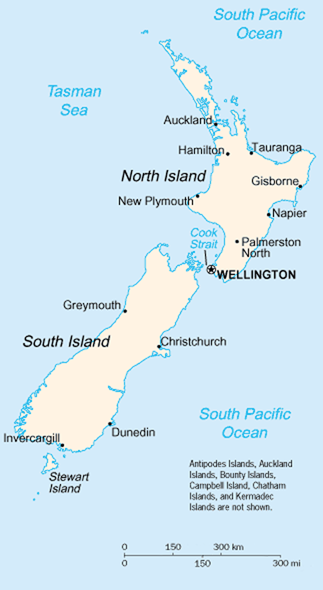
En karta över det huvudsakliga Nya Zeeland som visar de största städerna.

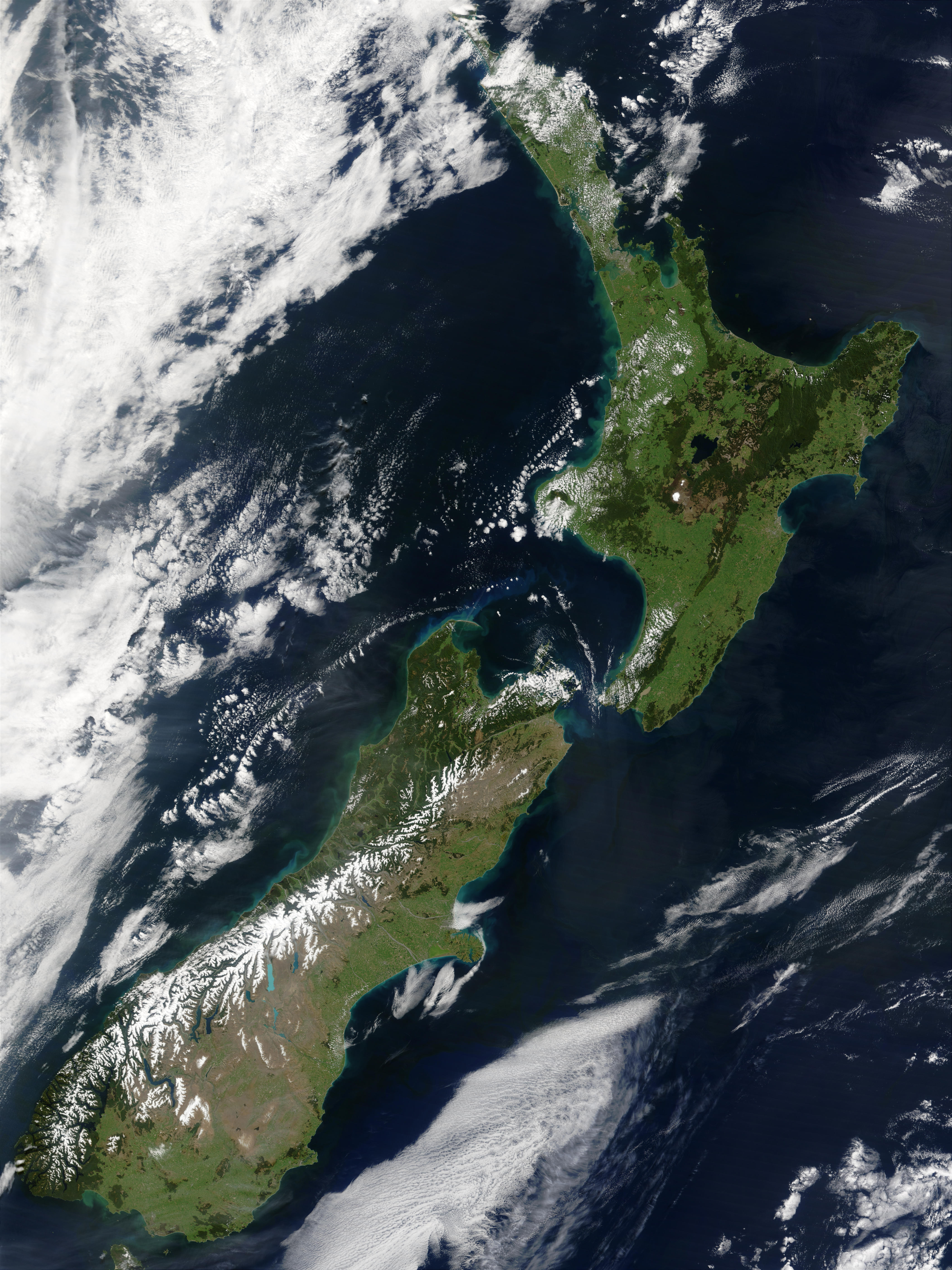
Satellitfoto över Nya Zeeland.

Polynesier bosatte sig på Nya Zeeland 1250–1300 e.Kr. och utvecklade en distinkt māorikultur. Den europeiska kontakten skedde först 1642 e.Kr. Införandet av potatis och musköter utlöste kaos bland māorierna tidigt under 1800-talet vilket ledde till Muskötkrigen mellan olika stammar. År 1840 undertecknade britterna och māorierna Waitangifördraget, vilket gjorde Nya Zeeland till en koloni inom Brittiska imperiet. Det kraftigt ökande antalet immigranter utlöste nyzeeländska krigen, som resulterade i att mycket av māoriernas mark konfiskerades i mitten av Nordön. Ekonomiska depressioner följdes av perioder av politisk reform, med omröstning om kvinnlig rösträtt under 1890-talet, och en välfärdspolitik som fastslogs på 1930-talet.
Nya Zeeland blev en oavhängig dominion den 26 september 1907. Full oavhängighet gavs av det brittiska parlamentet med Westminsterstatuten år 1931. Denna ratificerades av det nyzeeländska parlamentet år 1947. Sedan dess har Nya Zeeland varit en självständig konstitutionell monarki inom det brittiska samväldet. Nya Zeeland har nationaldag den 6 februari.
Efter andra världskriget anslöt sig Nya Zeeland tillsammans med Australien och USA till säkerhetsfördraget ANZUS, även om USA senare upphävde fördraget eftersom Nya Zeeland förbjöd kärnvapen. Nya Zeeland hade en av de högsta levnadsstandarderna i världen på 1950-talet, men på 1970-talet hade landet en djup lågkonjunktur, förvärrad av oljekriserna och Storbritanniens inträde i Europeiska ekonomiska gemenskapen (EEG). Landet genomgick stora ekonomiska förändringar under 1980-talet som förvandlade staten från en protektionistisk ekonomi till en liberaliserad frihandelsekonomi. Marknaden för Nya Zeelands export av jordbruksprodukter har varierat kraftigt sedan 1970-talet. Den en gång så dominerade exporten av ull har blivit passerad av mejeriprodukter, kött och, mer nyligen, av vin.

## Geografi
Landet ligger cirka 2 000 km öster om Australien över Tasmanska havet och ungefär 1 000 km söder om Stillahavsöarna Nya Kaledonien, Fiji och Tonga. På grund av sin avlägsenhet var det ett av de sista länderna som befolkades av människor. 

### Topografi och hydrografi
Landets varierande topografi och dess vassa fjälltoppar skapades mycket tack vare landhöjningen och vulkanutbrott orsakade av kollisioner mellan stillahavs- och indo-australiska plattan. Nya Zeeland består av de två huvudöarna Nordön (Te Ika-a-Māui) och Sydön (Te Waipounamu) där sydön har den största ytan samt cirka 600 mindre öar som till exempel Stewartön. Nya Zeelands totala landareal är 268 680 kvadratkilometer. Landet är mer än 1 600 kilometer långt mätt efter nord-nordöst-axeln det sträcker sig efter.

### Klimat
Nya Zeeland har ett milt tempererat klimat som sällan faller under 0 °C eller når över 30 °C. Regionala skillnader finns dock. Sydön har det kyligaste klimatet med tendenser till kontinentalklimat i inlandet, medan norra delen av Nordön har närmast medelhavsklimat.

### Växt- och djurliv
Under sin långa isolering utvecklade Nya Zeeland en distinkt fauna dominerad av fåglar, av vilka många dog ut efter ankomsten av människor och införandet av däggdjur. Med ett milt kustklimat var marken mestadels täckt av skog. 
Nya Zeeland har en mycket varierad natur. Från snötäckta berg övergår landskapet till gröna skogar och öken. Det går att inom loppet av en timme besöka både öken, regnskog och karg kust. Det finns många arter som är endemiska. Anledningen är att Nya Zeeland varit relativt isolerat sedan det som del av det större Zeelandia skildes från Gondwana för 82 miljoner år sedan.
Landet har bara varit befolkat i cirka 700 år, men ändå har naturen hunnit ta stor skada av människans framfart. Numera gör Nya Zeeland mycket för att behålla sin unika natur och över 30 procent av landets yta är naturreservat. Sagan om Ringen- och Hobbit-filmerna är till stora delar inspelade i Nya Zeelands naturlandskap.
Arter som ingår i Podocarpaceae och Nothofagus bildar hela skogar. Mycket spektakulära arter finns, då särskilt kauriträdet, som dock är på väg att utrotas och därför åtnjuter legalt skydd.
Uppskattningsvis finns det cirka 116 häckande fågelarter på Nya Zeeland, varav hela 72 är endemer. Exempelvis lever de enda arterna av familjen kivier på Nya Zeeland. Alla fem arter i denna familj är flygoförmögna. Till både utseende och beteende påminner de snarast om däggdjur. Många forskare menar att eftersom Nya Zeeland först i modern tid har fått ett inslag av däggdjur, så har många fåglar istället tagit deras ekologiska nisch. Allt som allt har det setts cirka 260 olika fågelarter på Nya Zeeland. Nya Zeeland är idag det enda habitatet för de sista två levande arterna av bryggödlor, även kallade tuataror. Människorna har haft med sig ett stort antal arter till öarna, bland de första är den polynesiska formen av råtta. Innan européerna kom till Nya Zeeland fanns det inga ormar där.  Idag saknas vilda känguruer på Nya Zeeland. 

## Styre och politik

### Författning och styre
Nya Zeeland är en parlamentarisk demokrati som bygger på Westminstermodellen och är ett samväldesrike. Charles III är Nya Zeelands kung och representeras i landet av Nya Zeelands generalguvernör.
Nya Zeelands parlament har bara en kammare, representanthuset, som normalt sett hyser 120 parlamentsmedlemmar. Val i Nya Zeeland hålls vart tredje år och landet tillämpar proportionerlig representation. Nya Zeelands konstitution är inte nedskriven, men konstitutionsakten från 1986 beskriver landets konstitutionella struktur. Generalguvernören har befogenhet att tillsätta och avsätta Nya Zeelands premiärminister, samt att upplösa hela parlamentet. Generalguvernören är även ledare för det så kallade verkställande rådet, en formell kommitté bestående av kronans ministrar. Medlemmar i detta råd måste vara medlemmar i parlamentet, och de flesta sitter även med i regeringen. Regeringen leds av premiärministern, som enligt tradition även brukar vara partiledare för det största partiet i regeringen.

### Administrativ indelning
De tidiga europeiska bosättarna delade in Nya Zeeland i provinser. Dessa avskaffades av ekonomiska skäl 1876 och regeringen centraliserades. Som resultat av detta har Nya Zeeland inga separata administrativa indelningar såsom provinser, delstater eller territorier, förutom de lokala myndigheterna. Sedan 1876 har lokala myndigheter administrerat Nya Zeelands olika regioner. 1989 omorganiserades de lokala myndigheterna drastiskt, och delades upp i regionala råd och territoriella myndigheter.

#### Regioner
Januari 2018 hade Nya Zeeland 17 regioner: 
Nordön: Northland, Auckland, Waikato, Bay of Plenty, Gisborne, Hawke's Bay, Taranaki, Manawatū-Whanganui, Wellington
Sydön: Tasman, Marlborough, Nelson, West Coast, Canterbury, Otago, Southland, Chathamöarna (ligger egentligen inte på Södra ön, utan utgörs av en ögrupp som med sina cirka 650 invånare är Nya Zeelands minsta territorium.)
Regionråden sköter administrationen av katastrof- och civilförsvarsberedskap och många miljöfrågor, samt hamnar och kollektivtrafik.

#### Territorier
11 av dessa 17 regioner är uppdelade i två eller flera mindre områden, territorier. Dessa kallas på engelska även 'District Councils' eller 'City Councils' (om territoriet har minst 50 000 invånare och till största del utgörs av stadsbebyggelse). Ett 'District Council' och ett 'City Council' har samma befogenheter och ansvarsområden. Det finns totalt 61 territoriella myndigheter som administrerar miljöfrågor samt katastrof- och civilförsvarsberedskapsfrågor på lokal nivå. De ansvarar också för hamnar, vägar, byggplanering/bygglov samt vatten- och avloppssystem.

#### "Unitary Councils"
Sex regioner är inte indelade i territorier. I dessa regioner väljs en församling som har till ansvar att sköta både de frågor som normalt åligger en region och de frågor som normalt åligger ett territorium. Dessa "dubbelråd" kallas "Unitary Councils", enhetsråd. De är: Auckland, Gisborne, Tasman, Nelson, Marlborough och Chatham Islands.

### Politik
Nya Zeeland var i början av 2006 det enda landet i världen där samtliga höga politiska positioner innehades av kvinnor, det vill säga drottning Elizabeth II, generalguvernör Silvia Cartwright, premiärminister Helen Clark, talman Margaret Wilson samt högsta domstolens ordförande Sian Elias.
I parlamentsvalet den 8 november 2008 förlorade socialdemokratiska New Zealand Labour Party, som styrt landet sedan 1999, regeringsmakten till Nya Zeelands nationella parti under ledning av John Key. Det nationella partiet stöddes av ACT, UFNZ och Maoripartiet. Sedan John Key i december 2016 meddelat sin avgång som premiärminister övergick premiärministerposten till Bill English från samma parti. 
Efter valet i september 2017, där Labour gick framåt även om det nationella partiet fick fler röster, bildades hösten 2017 en minoritetskoalitionsregering med Labour under ledning av premiärminister Jacinda Ardern tillsammans med det nationalistiska New Zealand First (Nya Zeeland först, NZF), som har stöd av det Gröna partiet.
Nya Zeelands nationella parti, som sedan valet 2017 tillhör oppositionen, leds sedan februari 2018 av Simon Bridges.
Sommaren 2020 var de flesta av de ledande politiska positionerna åter förvaltade av kvinnor. Vid sidan av premiärministern Jacinda Ardern och statsöverhuvudet Elizabeth II var Patsy Reddy generalguvernör (sedan 2016) och Helen Winkelmann HD-ordförande (sedan mars 2019, som efterträdare till Sian Elias). Talmannen var dock man – Trevor Mallard (sedan 2017).

### Internationella relationer
Som en större stat i Stilla havet är Nya Zeeland en nära samarbetspartner med många andra stillahavsstater, och bibehåller sin politiska anknytning till Cooköarna, Niue och Tokelauöarna.

### Försvar

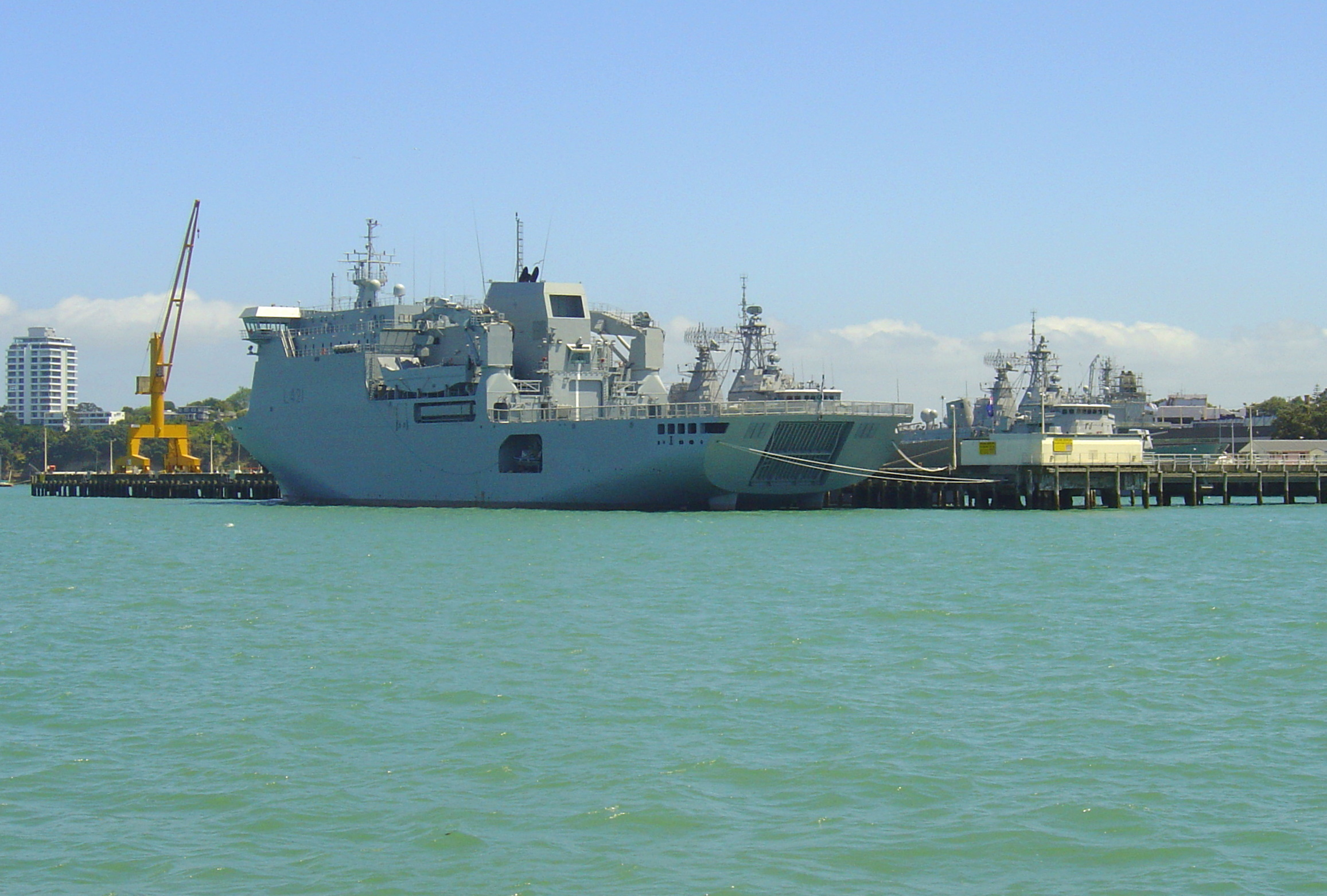
Stödfartyget vid Devonport Naval Base.

Nya Zeelands försvarsmakt är en yrkesarmé med 9 000 heltidsanställda och 2 000 deltidsanställda soldater i armén, flottan och flygvapnet.[när?]

#### Stående förband
- 1 lätt pansarskyttebataljon
- 1 skyttebataljon
- 1 artilleribataljon
- 2 trängbataljoner

#### Stridsflyg
- 6 Lockheed P-3 Orion
- 5 Kaman SH-2G Seasprite helikoptrar (används av marinen)
- 3 Beechcraft King Air
- 2 Boeing 757 (transportversionen)
- 5 C-130H Hercules
- 14 UH-1H Iroquois
- 13 Pacific Aerospace CT-4E Airtrainer
- 5 Bell 47 Sioux helikoptrar

#### Stridsfartyg
- 2 fregatter[16]
- 2 ubåtar [källa behövs]

## Ekonomi och infrastruktur
Historiskt har olika typer av råvaruutvinning starkt bidragit till landets ekonomi, och vid skilda tider har säljakt, valfångst, linodling, guld, kaurigummi och inhemskt virke varit de viktigaste råvarorna. Den första skeppslasten av kylt kött avgick 1882 från Nya Zeeland, och exporten av kött och mejerivaror till i första hand Storbritannien växte under de kommande decennierna. Den expansiva exporten av jordbruksprodukter till Storbritannien och USA gav nyzeeländarna ett ökat välstånd, och på 1950- och 1960-talet hade Nya Zeeland en högre levnadsstandard än både Australien och Västeuropa.
1973 reducerades Nya Zeelands exportmarknad, i och med att Storbritannien blev medlem av EU, och två oljekriser under decenniet bidrog till en svår ekonomisk depression i landet. 1982 hade Nya Zeeland den lägsta inkomsten per capita av länderna som listades av Världsbanken. I mitten av 1980-talet avreglerade landet sin jordbrukssektor, genom att under en treårsperiod fasa ut statliga produktionsbidrag. Sedan 1984 har olika regeringar gjort satsningar på makroekonomisk nivå, vilket omvandllat Nya Zeeland från en protektionistisk och i hög grad reglerad ekonomi till en liberaliserad frihandelsekonomi.
1991/1992 nådde arbetslösheten en topp på drygt 10 procent, vilket fram till 2007 hade sjunkit till 3,7 procent. Landet hade 2006 en köpkraftsjusterad bruttonationalprodukt (BNP) på 106 miljarder USD. BNP per person är 29 698 USD, vilket betyder att levnadsstandarden var jämförbar med Spaniens. BNP var dock klart lägre än i Australien och de flesta OECD-länder (se alla länder).[källa behövs]
Den globala finanskrisen 2007–2008 drabbade dock landet hårt, med krympande BNP fem år i rad. Arbestlösheten var  i slutet av 2014 på 5,8 procent.
Nya Zeeland har sedan 1970-talet upplevt en serie av "brain drains". Närmare en fjärdedel av den högutbildade delen av arbetskraften bor utomlands – mestadels i Australien och i Storbritannien – vilket är den största andelen i något industriland. På senare år har dock vinden delvis vänt, men ett inflöde av välutbildade yrkesarbetare från Europa och olika utvecklingsländer. Under 2010-talet kännetecknades den nyzeeländska ekonomin av en stark innovationskraft.
Landet karaktäriserades 2013 även av ökande ekonomiska inkomstklyftor. Rikedomen i landet var starkt koncentrerat, där 1 procent av befolkningen ägde 16 procent av förmögenheten och de rikaste 5 procenten 38 procent.
Nya Zeeland beskrevs 2018 som en modern och fri marknadsekonomi, och landet rankades 2021 på trettonde plats i Human Development Index. Det var ett höginkomstland och hade 2020 en beräknad BNP per capita på motsvarande drygt 36 000 USD. Valutan är nyzeeländsk dollar, informellt känd som "kiwi-dollar"; valutan är också giltigt betalningsmedel i Cooköarna, Niue, Tokelau och Pitcairnöarna.

### Näringsliv
Tjänstenäringen är den största sektorn i landets ekonomi, följd av tillverkning och byggnadsindustrin, och därefter jordbruk och råvaruutvinning. Turismen spelar en betydelsefull roll i ekonomin, och 2016 bidrog den med 5,6 procent av landets totala BNP. I den legala tjänstenäringen ingår även olika former av sexarbete/prostitution, vilket avkriminaliserades 2003. 2018 stod mjölkprodukter för knappt 18 procent av det totala exportvärdet, och det året stod företaget Fonterra ensamt för en tredjedel av denna andel. På senare år har även mängden vingårdar ökat till det dubbla, och vinexporten har därefter gått om ullexporten i betydelse.

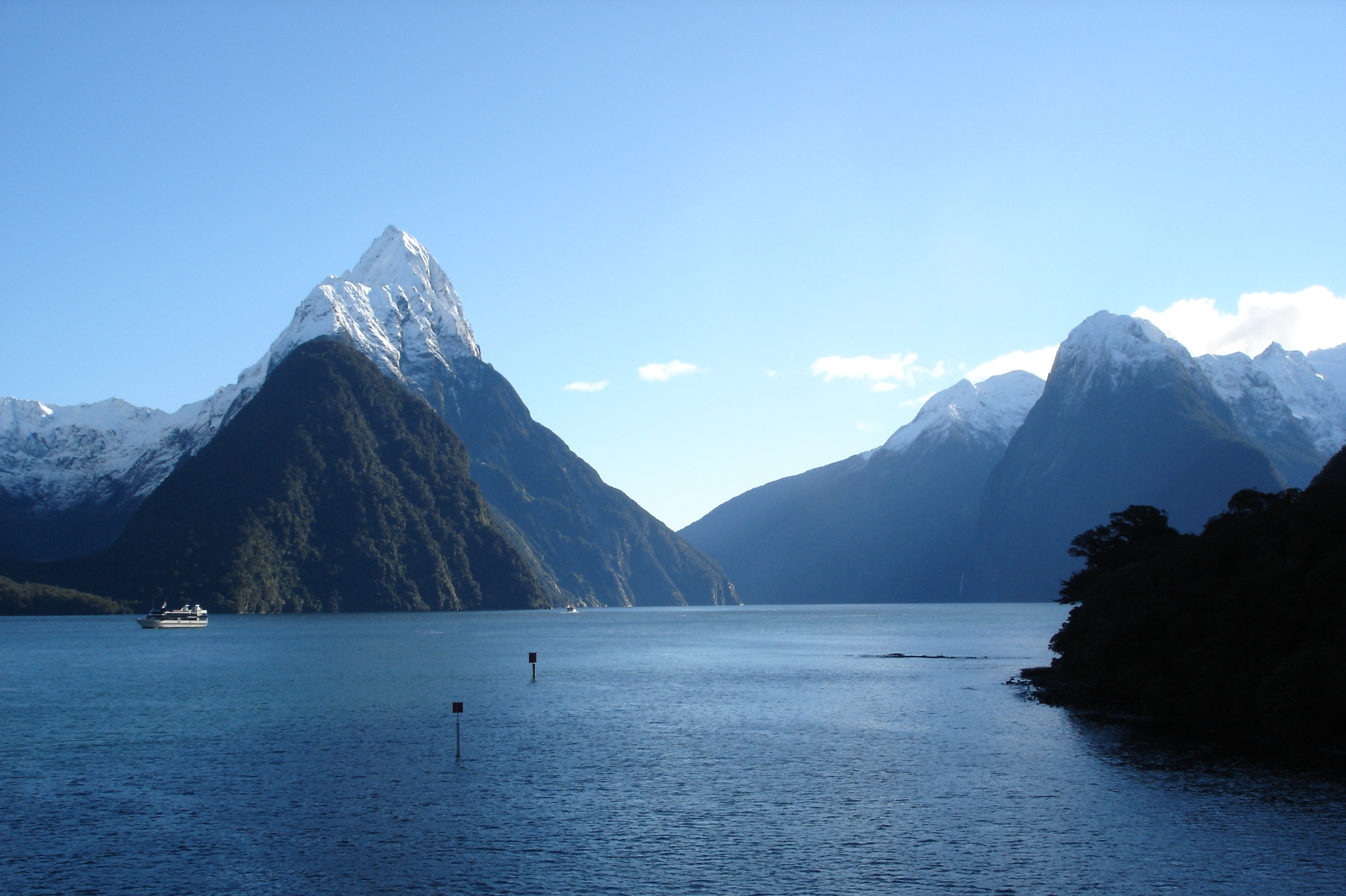
Milford Sound / Piopiotahi är en av Nya Zeelands mest kända turistdestinationer.

### Handel
Nya Zeeland är starkt beroende på handel med utlandet, inte minst vad gäller jordbruksprodukter. 2021 stod exporten för hela 24 procent av landets BNP, något som gör landet känslig för prisfluktuationer på internationella handelsvaror och globala konjunktursvängningar. 2014 stod jordbruksprodukter för 55 procent av det samlade exportvärdet, och därefter kom ull med 7 procent. 2018 var Kina, Australien, EU, USA och Japan de fem viktigaste handelspartnerna 2008 undertecknade Nya Zeeland ett frihandelsavtal med Kina, det första sådana som Kina ingått med ett industriland. 2023 ingick Nya Zeeland och EU ett frihandelsavtal som eliminerade tullar på ett antal varor som handlas dem emellan.
Ull var i slutet av 1800-talet Nya Zeelands största jordbruksrelaterade exportprodukt. Så sent som på 1960-talet stod ull för över en tredjedel av de sammanlagda exportinkomsterna. Därefter har mjölkprodukter ökat i relativ betydelse, och mellan 1990 och 2007 fördubblades antalet kor i landet.

### Infrastruktur

#### Transporter
Nya Zeeland har ett vägnät av statliga vägar med totalt knappt 11 000 km längd, varav 170 km motorväg. Dessutom finns cirka 80 000 km lokala allmänna vägar. Vänstertrafik råder. Det finns ett järnvägsnät på cirka 3 800 km. Det når alla huvuddelar av landet.
Mellan Nordön och Sydön finns ingen fast förbindelse, men det finns en färjeförbindelse som tar passagerare, vägfordon och järnvägsfordon. Färjan tar cirka tre timmar mellan hamnarna. Det finns ingen bilfärja från andra länder, även om det går fraktfartyg.
Nästan alla besökare från andra länder kommer med flyg, vilket också är viktigt för inrikes resor, framförallt mellan de två huvudöarna.[källa behövs]

#### Utbildning
År 1877 infördes obligatorisk och avgiftsfri utbildning för alla barn mellan sju och 13 år. Sedan ändrades detta till alla barn mellan sex och 16 år, men det finns även barn som börjar vid fem års ålder. 9 av 10 barn fortsätter efter högstadiet till gymnasiet. Nittionio procent av befolkningen över 15 år kan läsa och skriva.[källa behövs]

## Befolkning

### Demografi

#### Större städer
Majoriteten av landets invånare, 87 procent, bor i samhällen med fler än 1 000 invånare, med Auckland (1,4 miljoner invånare, 2022) och Christchurch (378 000 invånare) som de största städerna.

#### Urbanisering
Nya Zeeland har 4,9 miljoner invånare. Omkring tre miljoner bor på Nordön.[källa behövs]

#### Minoriteter
Nya Zeelands befolkning har historiskt sett haft sina främsta rötter i Storbritannien, men även invånare med ursprung från Tyskland, Nederländerna, Skandinavien (inklusive cirka 10 000 svenskättlingar) och Sydeuropa har varit representerade. Maorierna, landets ursprungsbefolkning, utgör omkring 525 000 personer, vilket motsvarar cirka 5 procent av befolkningen. De flesta maorier bor på Nordön.

#### Migration
Efter andra världskriget började invandringen till Nya Zeeland omfatta människor från Östasien, Indien och olika delar av Polynesien, vilket diversifierade befolkningen ytterligare. Under 1980-talet dominerade dock utvandringen, framför allt till Australien. Från början av 1990-talet har invandringen åter tagit överhand, och invandringsöverskottet har stadigt ökat sedan dess.

### Religion
Nya Zeeland har en nominellt kristen befolkning, men ungefär 20 procent av invånarna identifierar sig som icke-religiösa. Tre stora kyrkor dominerar: den anglikanska kyrkan (22 procent), den presbyterianska kyrkan (16 procent) och den romersk-katolska kyrkan (15 procent). Därutöver finns många mindre protestantiska samfund samt en ortodox kyrka.
Den kristna tron spreds främst genom europeisk invandring. Anglikanska kyrkan etablerades av missionärer från Australien 1814, och dess förste biskop, Selwyn, var även verksam inom missionsarbete i Melanesien. Flera kristna samfund har fått fäste bland maorierna, och några inhemska kyrkor har utvecklats genom mötet mellan polynesisk andlighet och kristendomen. Det ekumeniska samarbetet samordnas av Conference of Churches in Aotearoa och Maori Ecumenical Body in Aotearoa. De större protestantiska kyrkorna är också anslutna till Christian Conference of Asia (CCA).

## Kultur

### Sport

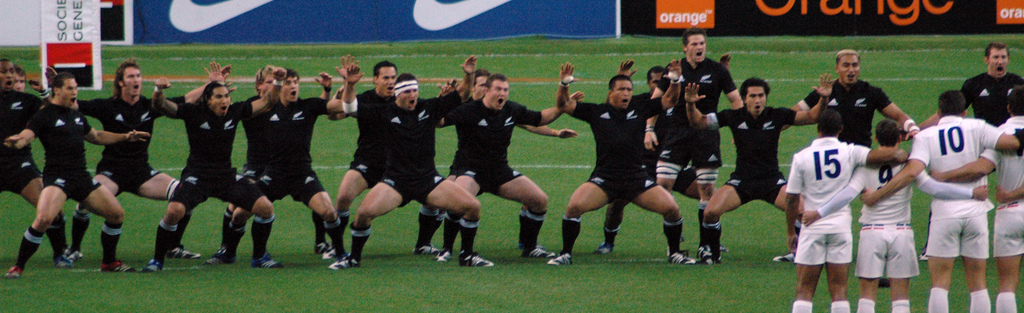
All Blacks gör en haka före en match mot Frankrike, 2006.

Sport har en viktig roll i Nya Zeelands kultur, den inofficiella nationalsporten rugby union är särskilt inflytelserik. Andra populära sporter i Nya Zeeland är cricket, bowls, netball, fotboll, motorsport, golf, simning och tennis. Nya Zeeland har landslag i flera sporter, bland andra rugby union, rugby league, netball, cricket, och softboll. Landet är internationellt kända för att få bra resultat och många medaljer vid olympiska spelen och Samväldesspelen i förhållande till antalet invånare (till exempel 18 medaljer vid sommar-OS 2016).

## Internationella rankningar
| Organisation                                | Undersökning                   | Rankning  |
| ------------------------------------------- | ------------------------------ | --------- |
| Heritage Foundation/The Wall Street Journal | Index of Economic Freedom 2019 | 3 av 180  |
| Reportrar utan gränser                      | Pressfrihetsindex 2019         | 7 av 180  |
| Transparency International                  | Korruptionsindex 2018          | 2 av 180  |
| FN:s utvecklingsprogram                     | Human Development Index 2018   | 14 av 189 |